# Oligodon propinquus
Espèce
Oligodon propinquus est une espèce de serpent de la famille des Colubridae.

## Répartition
Cette espèce est endémique de Java en Indonésie.

## Publication originale
- Jan, 1862 : Enumerazione sistematico delle specie d'ofidi del gruppo Calamaridae. Archivio per la zoologia, l'anatomia e la fisiologia, vol. 2, p. 1-76 (texte intégral).